# 2575 България
2575 България е малък астероид от астероидния пояс, открит от руския астроном Тамара Смирнова през 1970 г. и кръстен на България.